# Hobo (Schriftart)
Die Hobo ist eine Schriftart, die 1910 von Morris Fuller Benton für die American Type Founders entwickelt wurde. Sie zeichnet sich durch robuste Rundungen und dynamische Strichstärkenunterschiede aus und ist in ihren Formen an den Jugendstil angelehnt. Eine Besonderheit der Hobo ist, dass sie keine Unterlängen besitzt, weshalb die Kleinbuchstaben g, j, p, q und y nicht unter die Grundlinie hinausragen. Aufgrund ihres freundlichen Erscheinungsbildes eignet sie sich für dekorative Zwecke.